# Palm Springs (Kalifornia)
Palm Springs sivatagi város Kaliforniában, Riverside megyében. Los Angelestől keletre, körülbelül 177 km-re fekszik, San Diegótól pedig 225 km-re északkeleti irányban. A 2007-es népszámlálás 47.906 lakosról számolt be. A golf, az úszás, a tenisz, a lovaglás és a közeli sivatag, valamint a hegyvidék adta kirándulási lehetőségek fontos formáját képezik a kikapcsolódásnak. Palm Springs a Coachella-völgyben található.

## Történelem
A chahuilla-indiánok számos kis törzsben éltek a mai Palm Springs területén, mikor 1896-ban az amerikai kormány megalapította az Agua Caliente rezervátumot. Régészeti ásatok során kiderült, hogy az indiánok 350–500 évig éltek ott. Napjainkban a törzsi életmódot folytatók száma nagyjából 296–365 fő. Annak idején az indiánok ’Se-Khi’-nek nevezték a területet, ami ’forró vizet’ jelent. A korai 1800-as években a spanyol hódítók Agua Caliente-nek nevezték el a földet, ami szintén ’forró vizet’ jelent. Mai neve valószínűleg az 1860-as években használt mindennapi megnevezésből ered, amikor a földet először mérte fel a kormány. A földmérők két pálmafa alatt ásványforrást találtak (spring = forrás). 1884-re, mikor John Guthrie McCallum San Franciscó-i ügyvéd odaköltözött, az új név (Palm Springs) már használatban volt.

## Klíma
Klímájának alakulásáért nagy mértékben felelős, hogy 4 hegy zárja körbe minden irányból: északról a San Bernardino-hg., délről a Santa Rosa-hg., nyugatról a San Jacinto-hg., keletről pedig a Little San Bernardino-hg.
Sivatagi éghajlatú, így minimális a csapadék: száraz, meleg van egész évben. Az év 365 napjából legfeljebb 15-20 napon esik az eső; a többin szinte zavartalan a napsütés. A hőmérséklet télen szinte soha nem esik 4 °C alá, míg nyáron nincs olyan nap, amikor ne lenne melegebb 23 °C-nál. Az átlaghőmérséklet télen 12-13 °C (átlagosan évi 6 nap), nyáron pedig 35-38 °C (átlagosan évi 180 nap).
Az eddigi hidegrekord -7 °C (1971. január 18.), a melegrekord pedig 51 °C (1979. július 10. és 1993. augusztus 1.)

## Demográfia
A 2000-es népszámláláskor a város lakossága 42.807 fő volt; 20.516 háztartás és 9.457 családi ház volt található a városban. A népsűrűség 175.4 fő/km². A város faji megoszlása a következőképpen alakult: 78,33% fehérbőrű, 3,93% afroamerikai, 0,94% bennszülött amerikai , 3,83% ázsiai, 0,14% hawaii, 12,84% pedig egyéb vagy kettő vagy kettőnél több keveréke. A spanyolajkúak a lakosság 23,72%-át teszik ki.
A háztartások 16,3%-ban van 18 éven aluli gyermek. A lakosság 34%-a házasságban él, 8,5%-a gyermekét egyedül nevelő nő, 53,9%-a pedig egyedülálló (nem családos). Egy átlagos család közel 3 tagból áll.
A város lakosságának 17%-a 18 éven aluli, 6,1%-a 18 és 24 év közötti, 24,2%-a 25 és 44 év közötti, 26,4%-a 45 és 64 év közötti, míg 26,2%-a 65 éves vagy ennél idősebb. Az átlag életkor 47 év. Minden 100 nőre 107,8 férfi jut.
Egy háztartás átlagos bevétele 35.973$, míg egy átlagos családé 45.318$. A férfiak többet keresnek mint a nők (férfiak átlagkeresete: 33.999$; nők átlagkeresete: 27.461$). A város lakosságának egy kis részének két háza/lakása a városban. A családok 11,2%-a és a teljes népesség 15,1%-a él a létminimum alatt, melynek 35%-a 18 év alatti vagy 65 év feletti.
| 2010 | 44 552 |
| 2020 | 44 575 |

## Közlekedés

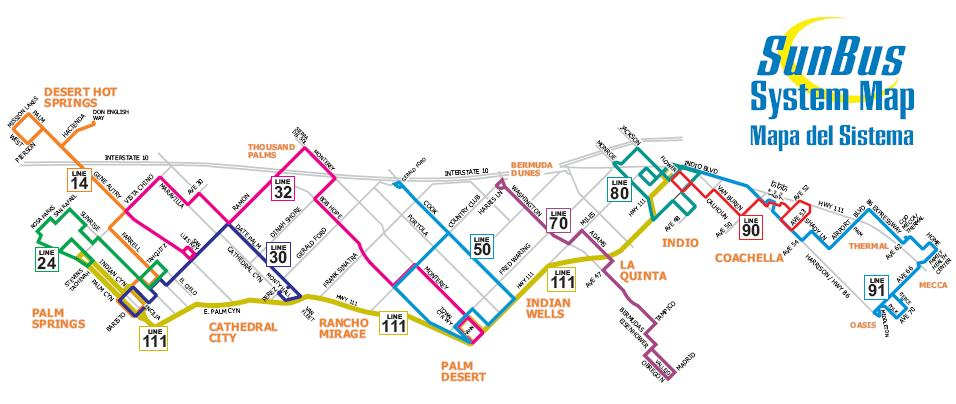
Palm Springs és környékének tömegközlekedési hálózata

Palm Springs közúti közlekedésében fontos szerepet játszik a város északkeleti részét átszelő I-10-es államközi autópálya, valamint az észak-dél irányban húzódó 111-es állami autópálya. Előbbi annyira ki van használva, hogy elérte a maximális kapacitását, így jelenleg munkálatok folynak az autópálya kibővítésére. Utcaszerkezete a szokásostól (sakktáblaszerű) kicsit eltér.
A városban található vasútállomás, amelyet a Sunset Limited érint hetente háromszor. A vonat New Orleans és Los Angeles között közlekedik. Egyéb időben tehervonatok használják a vasútállomást.
Palm Springs autóbuszos tömegközlekedését a SunLine látja el kis méretű hibrid és akkumulátoros autóbuszokkal. Átlagosan 30-60 percenként közlekednek, egy jegy ára 1$. Rendkívül jó kapcsolatot tart fenn a Coachelle-völgy többi városaival (Cathedral City, Indio stb.). A Greyhound naponta több alkalommal közlekedtet közvetlen autóbuszjáratokat Palm Springs és Los Angeles között.
A Palm Springs-i repülőtér (Palm Springs Municipal Airport; PSP; KPSP) a város központjában található, ahonnan közvetlen indulnak Kanadába, Chicagóba, Albuquerquebe, Dallasba, Las Vegasba valamint több kaliforniai nagyvárosba.

## Politika és gazdaság

### Politika
Palm Springs városának rangja charter city, amelyet Európában megyei jogú városnak szokás nevezni. 1994-ben népszavazás útján nyerte el ezt a rangot. A polgármestert közvetlenül választják meg 4 év időtartamra. A város üzemeltet saját rendőrséget, tűzoltóságot, börtönt, közparkokat, könyvtárakat, víztisztító telepet, egy nemzetközi repülőteret és számos hasonló létesítményt.
A jelenlegi polgármester Steve Pougnet (R), de a leghíresebb a város történelmében Sonny Bono (R) volt.
Palm Springs a 37. szenátusi kerületben helyezkedik el, a jelenlegi szenátor John J. Benoit (R).

### Gazdaság

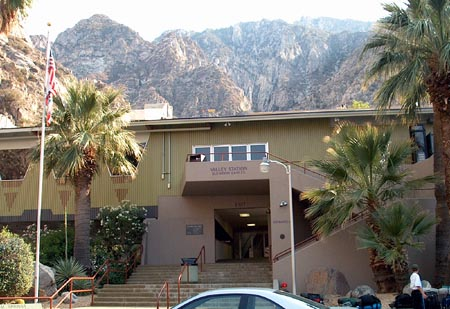
A libegő alsó végállomása (Valley Station)

A város egyik fő bevételi forrása a turizmus, télen pedig a szerencsejáték (és a kaszinók). Mindemellett számos fesztivál és nemzetközi esemény is megtalálható, köztük is a legkiemeltebb a Pride.
Itt található a világ leghosszabb utaskabinos libegője (Palm Springs Aerial Tramway). Két és fél mérföldes útja során 2.600 méter szintkülönbséget küzd le. A felső állomáson éttermek és szebbnél szebb látnivalók várják a látogatókat.
A Palm Springsi Nemzetközi Film Fesztivált minden évben megrendezik, ahol öt csillagos sztárok és vörös szőnyegek várják a kíváncsiskodókat. Mindemellett csütörtök esténként veszi kezdetét a Village Fest, amelynek keretében kiállítások, előadások, koncertek tekinthetőek meg teljesen ingyen a történelmi Palm Canyon Drive-on.
A Palm Springsi Szépművészeti Múzeum és az Annenberg Színház ideális kikapcsolódási lehetőséget nyújt a kultúrára szomjazóknak.
A városban számos öt csillagos hotel is megtalálható, valamint víziparkok és gördeszka pályák is.

## Kultúra

### Életmód, életstílus
Egy nem olyan régi felmérés keretében kiderült, hogy a város lakosságának közel ⅓ része vallotta magát melegnek vagy leszbikusnak. Palm Springs ebből sokat profitál: a város tele van melegbarát szállodákkal, illetve szórakozóhelyekkel és egyre inkább a melegturizmusra épít. De nem csak a város, hanem a vezető légitársaságok is: a pride-időszakban a szokásosnál több ajánlattal, illetve akcióval próbálják meg ide csábítani az embereket, értelemszerűen elsősorban a melegeket. Ebben a városban rendezték (többek között) 2006-ban a Mr. Gay International nevű nemzetközi melegszépségversenyt, ahol a magyar színekben induló Gyöngyösi Nándor közönségdíjas lett.

### Látnivalók

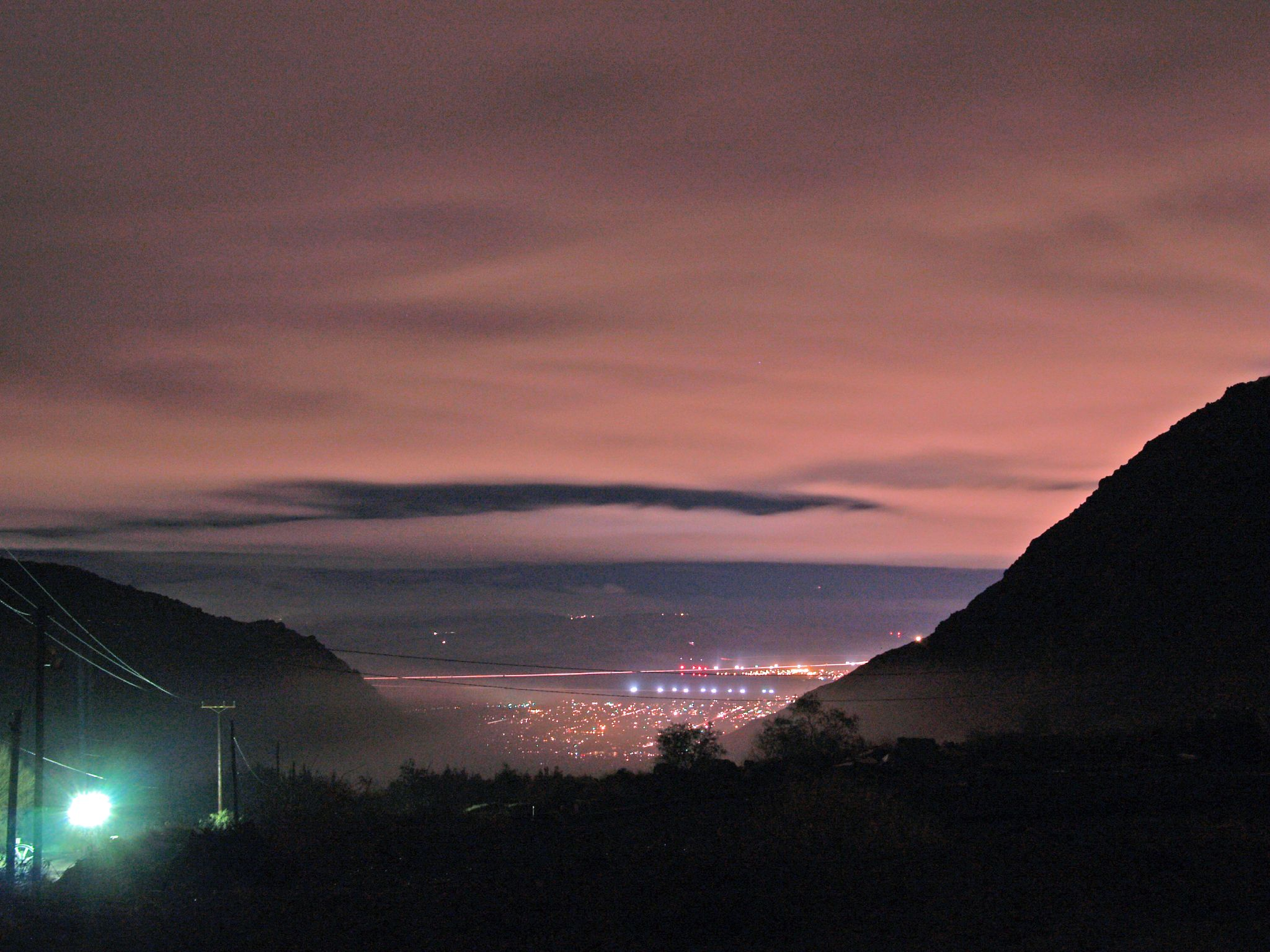
Palm Springs éjszakai fényei

- Palm Springsi Nemzetközi Film Fesztivál
- Palm Springs Aerial Tramway
(a világ leghosszabb utaskabinos libegője)
- Szépművészeti Múzeum
- Repülőgép Emlékpark
- Sivatagi Múzeum
- John F. Kennedy mellszobra
- Frank Bogert lovasszobra
- Helytörténeti kiállítás
- Lucy Ricardo emlékpad
- Sonny Bono emlékkút
- Impresszionista kiállítás
- Közösségi Központ
- Szent András-törésvonal
- Frank Sinatra emléktábla

### Sport

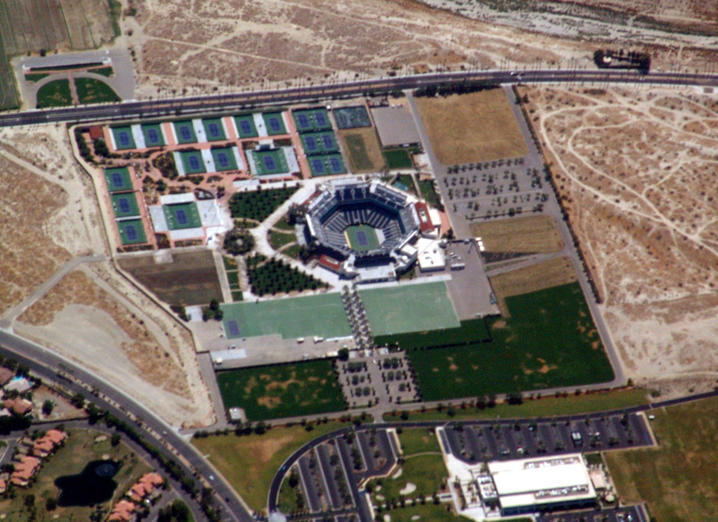
A BNP Paribas Open helyszíne

Palm Springs ad otthont a Palm Springs Power nevű baseball csapatnak, valamint a stadionjuknak, a Palm Springs Stadionnak (Palm Springs Stadium). 1961 és 1993 között a csapat a profi baseball ligában is játszott. Azóta már csak regionális, megyei illetve állami versenyeken vesz részt a csapat.
A városban rendezik meg évről évre a BNP Paribas Opent, amely a Grand Slam-tornák után a legrangosabb esemény a tenisz világában, melynek összdíjazása 4,5 és 5,25 millió dollár között van. A városban található teniszpályák száma igen magas.
2009 januárjában a golf pályák száma 125 darab volt, de ezek is inkább csak golfközpontokban vagy szállodákban.

### Oktatás
A városban több általános-, 4 középiskola és 2 gimnázium található, valamint a College of Desert (COD) egyetem egyik főiskolai kara. Utóbbinak a helyi épületében megtalálható még a CSU (California State University) és a US (University of California) helyi karai is.

### Média
Az első városi tv-csatorna 1968 októberében kezdte meg működését KPLM (mai KESQ) néven. Helyi televíziók a városban:
- KESQ avagy 42-es csatorna (jogtulajdonos: ABC)
- KMIR avagy 36-os csatorna (jogtulajdonos: NBC)
- KPSP avagy 38-as csatorna (jogtulajdonos: CBS)

A helyi TV állomások mellett az országos csatornák is foghatóak városban.
A városban működő helyi rádióállomások: KBXO, KCLB, KCRI, KDES-FM, KDGL, KESQ, KEZN, KFUT, KGAM, KHCS, KJJZ, KKUU, KLOB, KMRJ, KNWQ, KNWZ, KPLM, KPSC, KPSH, KPSI, KPSI-FM, KPTR, KRCK, KSUT, KUNA-FM, KWXY, KXPS.
A város és a Coachella-völgy helyi napilapja a The Desert Sun.

## Galéria

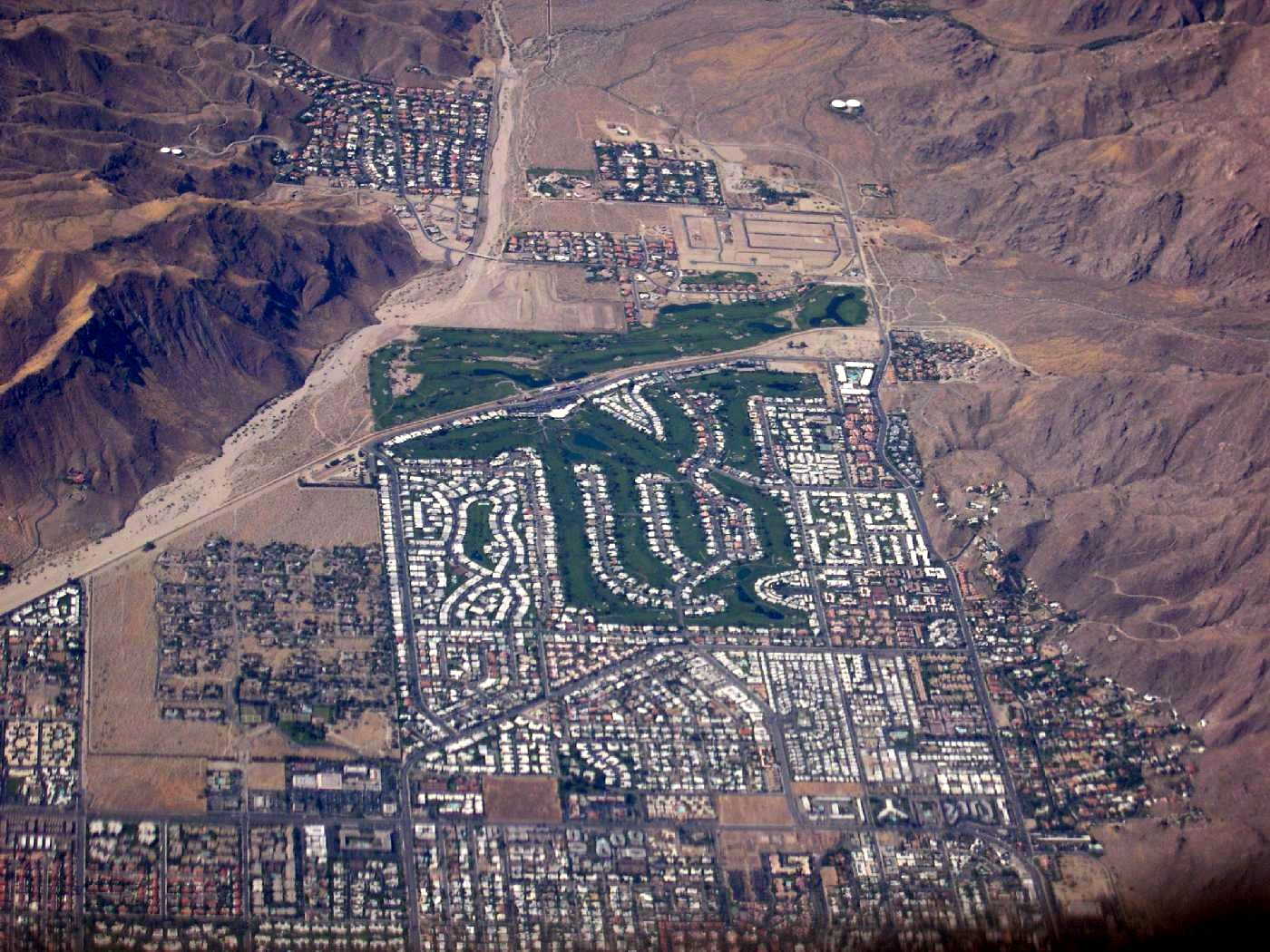
Palm Springs déli városrésze
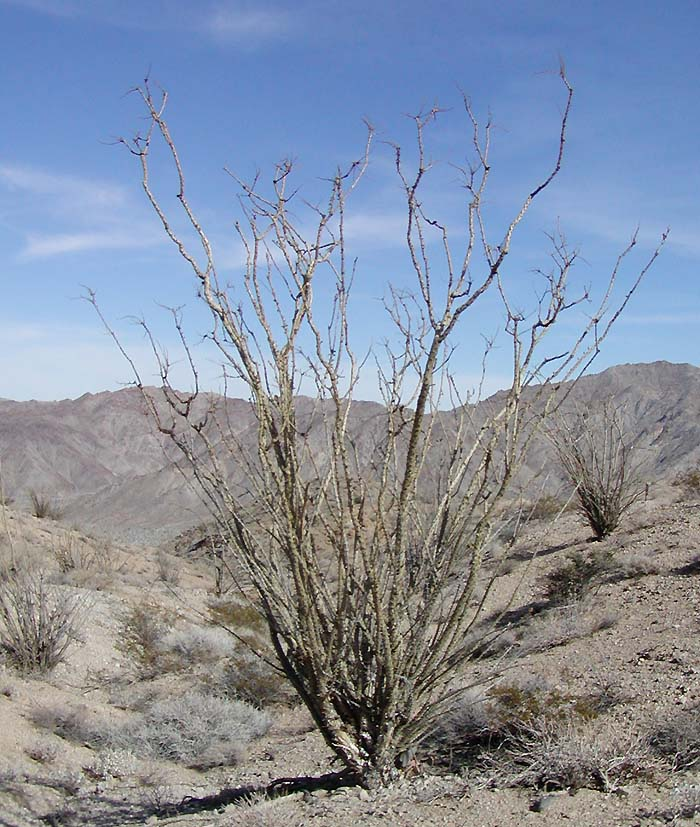
A Palm Springs-sivatag legjellemzőbb növénye
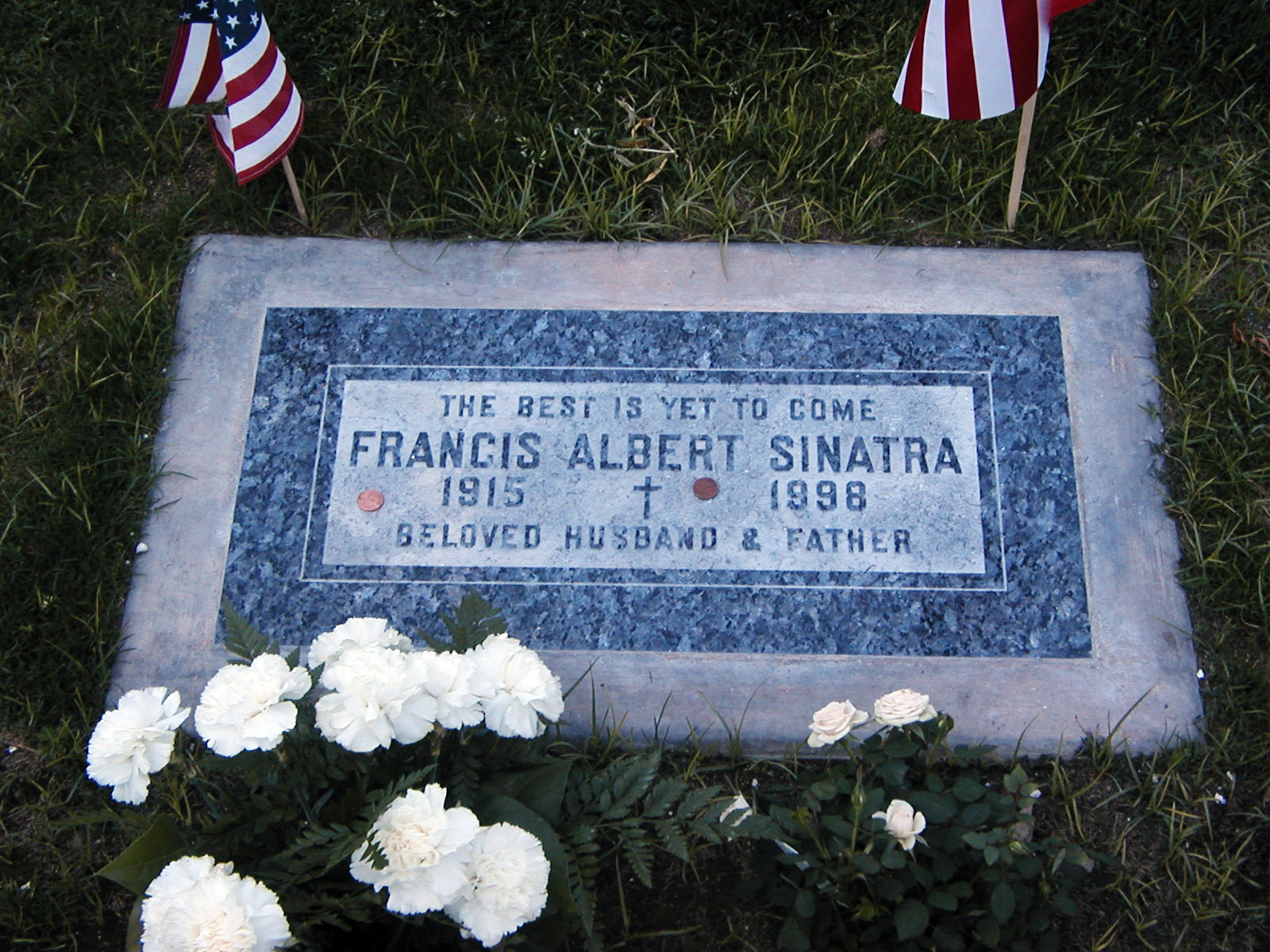
Frank Sinatra emléktábla
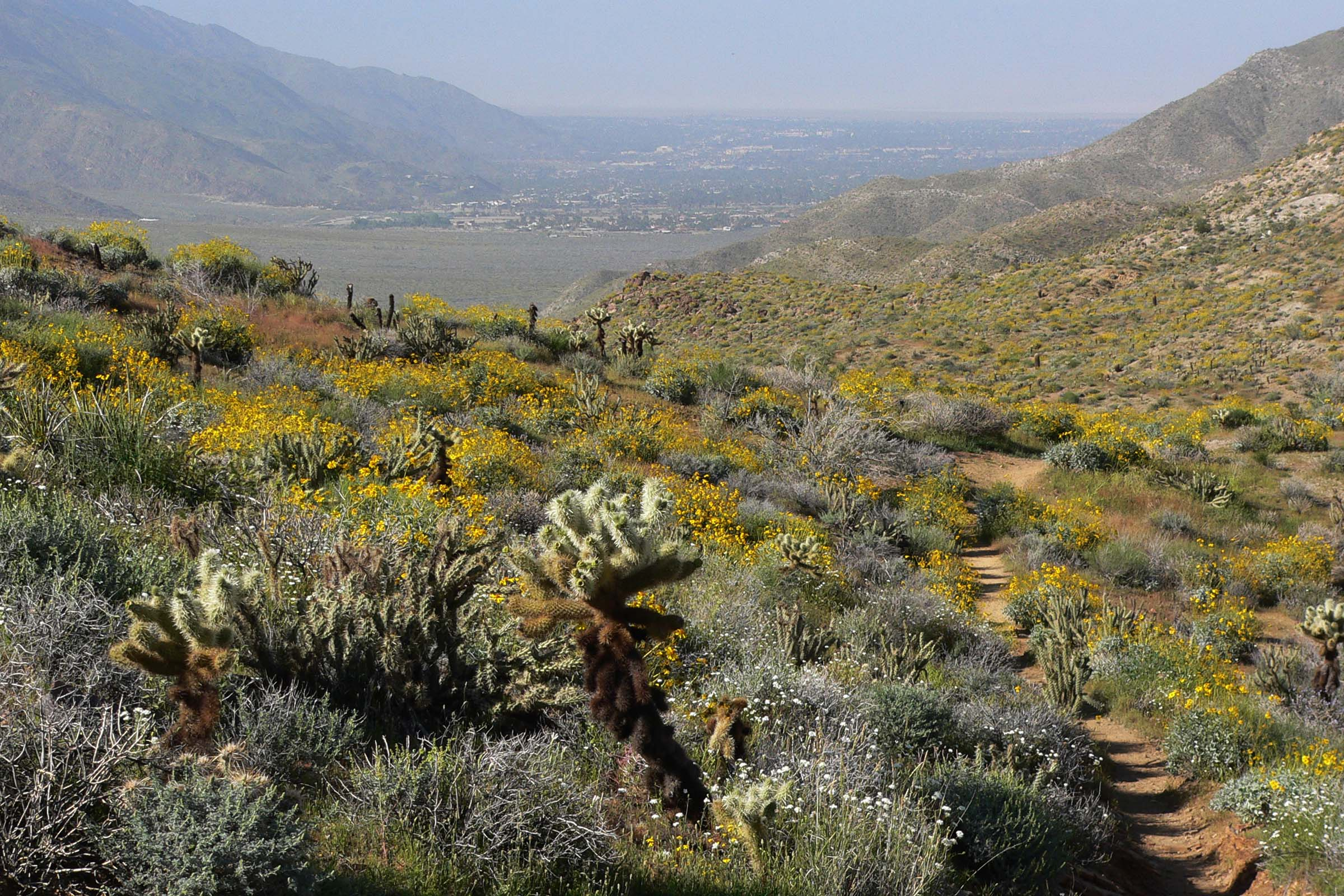
Palm Canyon
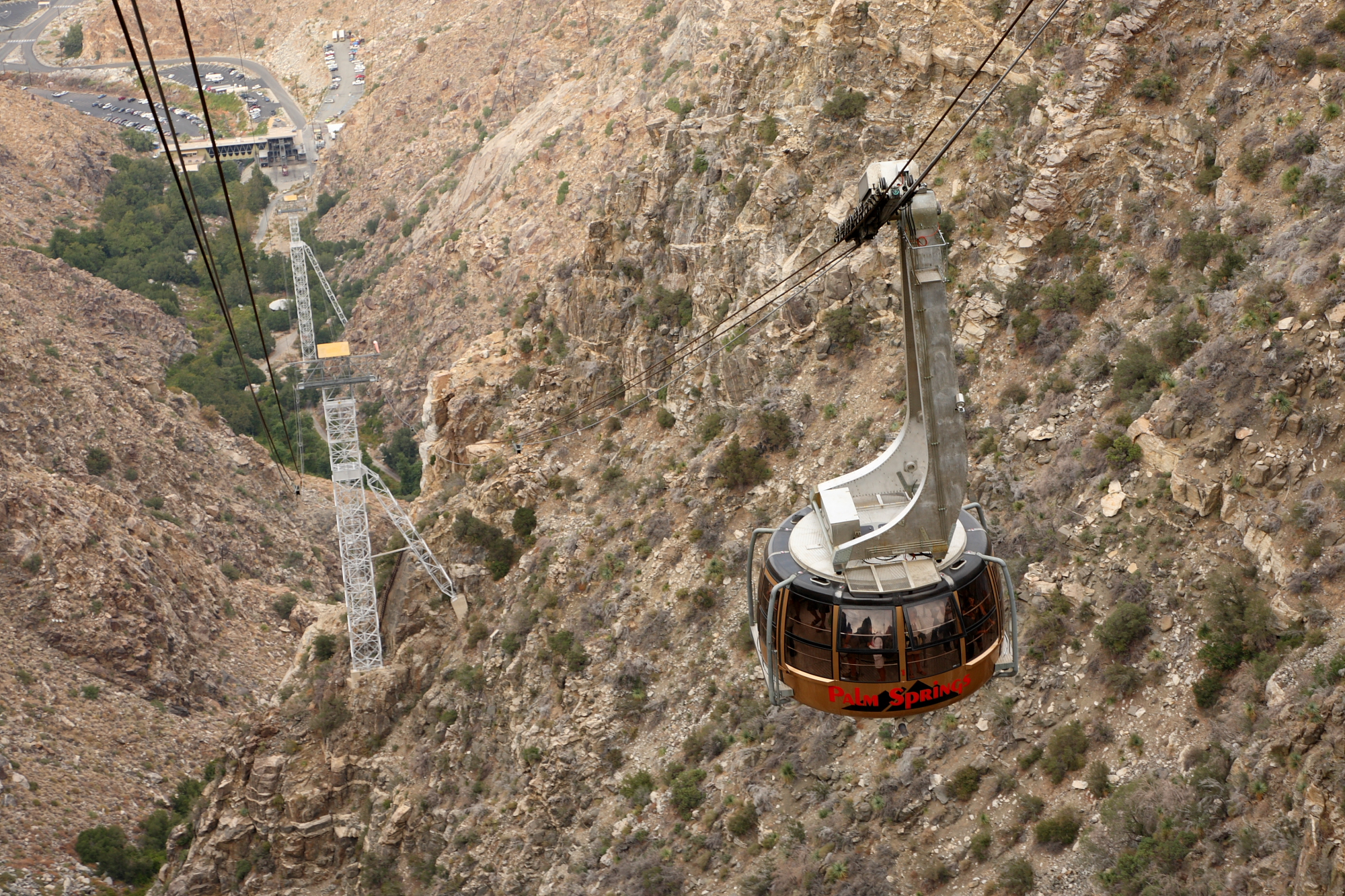
A világ leghosszabb utaskabinos libegője, a Palm Springs Aerial Tramway
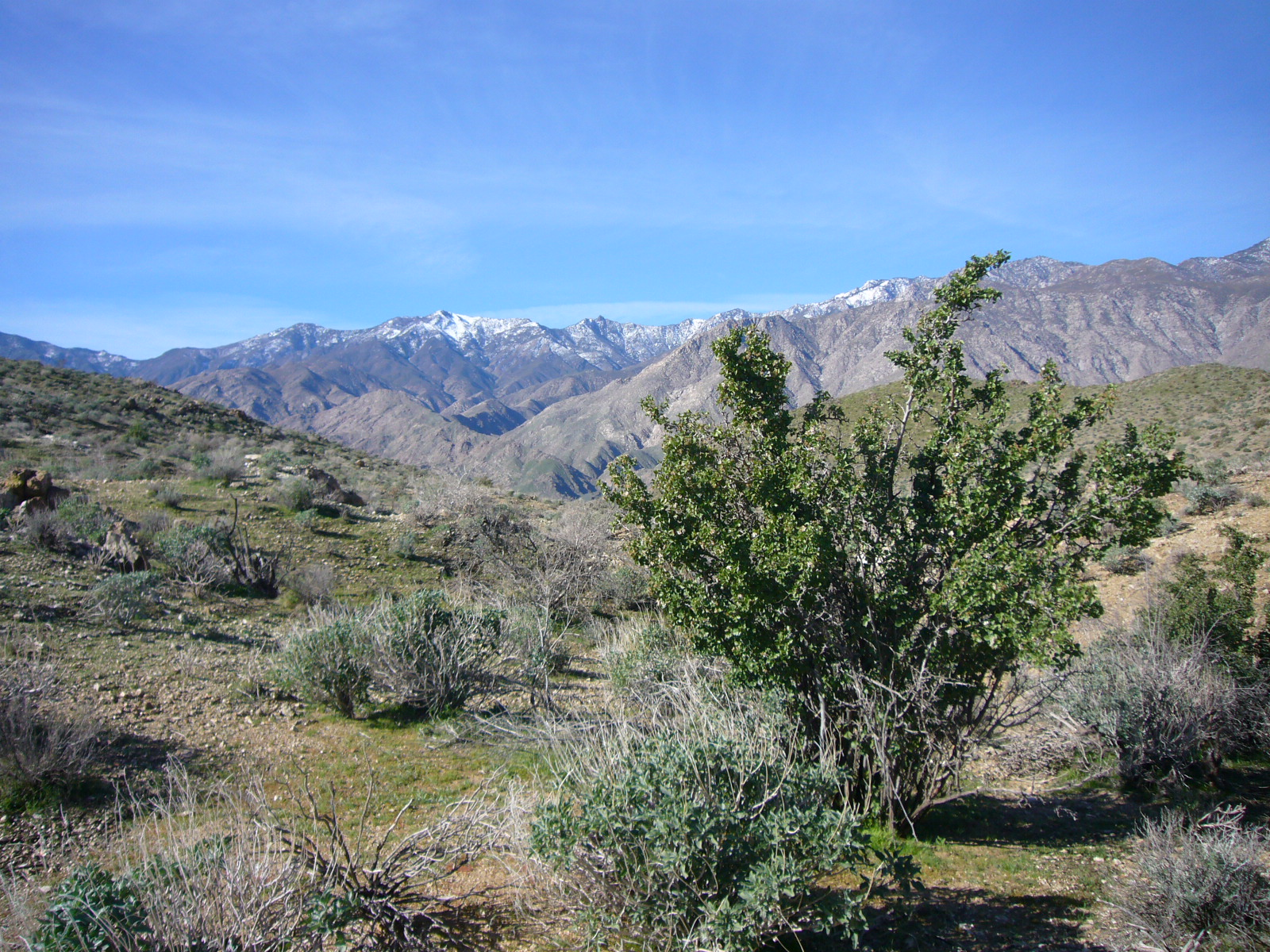
Palm Canyon
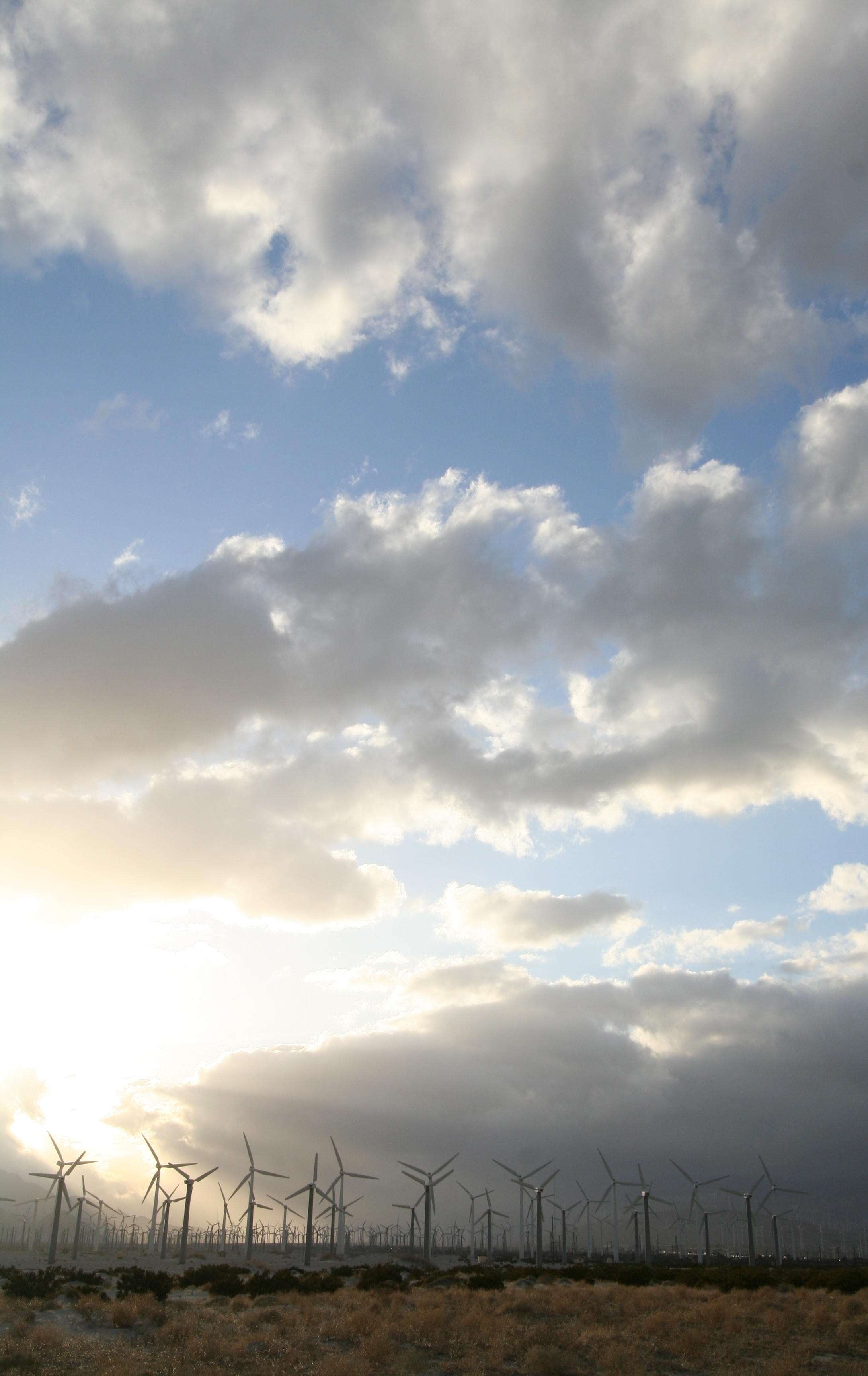
Palm Springs Szélerőmű-telep

## Fordítás
- Ez a szócikk részben vagy egészben  a   Palm Springs, California című angol Wikipédia-szócikk fordításán alapul.  Az eredeti cikk szerkesztőit annak laptörténete sorolja fel. Ez a jelzés csupán a megfogalmazás eredetét és a szerzői jogokat jelzi, nem szolgál a cikkben szereplő információk forrásmegjelöléseként.
- Ez a szócikk részben vagy egészben  a   Palm Springs (Kalifornien) című német Wikipédia-szócikk fordításán alapul.  Az eredeti cikk szerkesztőit annak laptörténete sorolja fel. Ez a jelzés csupán a megfogalmazás eredetét és a szerzői jogokat jelzi, nem szolgál a cikkben szereplő információk forrásmegjelöléseként.
- Ez a szócikk részben vagy egészben  a   Palm Springs, California című spanyol Wikipédia-szócikk fordításán alapul.  Az eredeti cikk szerkesztőit annak laptörténete sorolja fel. Ez a jelzés csupán a megfogalmazás eredetét és a szerzői jogokat jelzi, nem szolgál a cikkben szereplő információk forrásmegjelöléseként.